# 中心路街道 (郑州市)
中心路街道，是中华人民共和国河南省郑州市上街区下辖的一个乡镇级行政单位。

## 行政区划
中心路街道下辖以下地区：
汇才街社区、如意街社区、吉祥街社区、鸿元街社区、康乐街社区、盛世社区、桃源社区、江南小镇社区、聂寨村和任庄村。